# Шамоцин
Шамо́цин (пол. Szamocin [ʂaˈmɔt͡ɕin]) — город в Польше, входит в Великопольское воеводство,  Ходзеский повят. Имеет статус городско-сельской гмины. Занимает площадь 4,67 км². Население — 4225 человек (на 2004 год).